# Wiktor Witkowski
Wiktor Witkowski (ur. 23 listopada 1900, zm. 22 sierpnia 1978) – wieloletni działacz Okręgowych Związków Szachowych i Polskiego Związku Szachowego.
W 1927 był wiceprezesem Poznańskiego Klubu Szachowego, a od 1930 prezesem Katowickiego Klubu Szachowego. Od 1932 był wiceprezesem Śląskiego Okręgowego Związku Szachowego. Od 1934 był członkiem Polskiego Związku Szachowego, w którym zasiadał również w latach powojennych.
Przez dziesiątki lat sędziował najważniejsze turnieje szachowe w Polsce. W 1964 Międzynarodowa Federacja Szachowa nadała mu tytuł sędziego międzynarodowego.
W latach pięćdziesiątych reprezentował Polskę na kongresach FIDE.
W 1964 został odznaczony Złotym Krzyżem Zasługi, a w 1972 odznaką Zasłużony Działacz Kultury Fizycznej.
Od roku 1965 był członkiem honorowym Polskiego Związku Szachowego.